# Convoi no 76 du 30 juin 1944
Le convoi no 76 du 30 juin 1944, surnommé « Convoi 76 », est un convoi de la déportation de Juifs en France parti du camp de Drancy vers la gare de Bobigny à destination du camp d'extermination d'Auschwitz.

## Histoire
Le convoi no 76 est parti le 30 juin 1944 du camp de Drancy à destination du camp d'extermination d'Auschwitz, comprend 1 156 déportés, 564 hommes et 495 femmes dont 167 enfants. Arrivé le 4 juillet 1944, la « sélection » est immédiatement appliquée. Les 91 enfants de moins de 13 ans du convoi sont tous gazés à leur arrivée.
Quatre déportées sont reconnues comme déportées résistantes après la guerre.

### Déportés connus
Parmi les survivants de ce convoi se trouve Georges Wellers (38 ans), chimiste français et Henriette Cohen (25 ans), qui deviendra en 2019 la doyenne des survivants d'Auschwitz (sa belle-mère, Rosine Cohen (62 ans), est tuée à l'arrivée du convoi).
Parmi les victimes, on peut nommer Luise Straus-Ernst (50 ans), journaliste allemande, le rabbin de Sedan Mathieu Wolf (76 ans) et sa femme Delphine Wolf (68 ans) et la résistante Suzanne Buisson (60 ans). D'après le témoignage de David Nathan, Armand Moukvoz, déporté dans le convoi 76 comme lui est pendu pour avoir volé le casse-croûte d'un Meister de son kommando. On trouve également les trois derniers enfants d'Izieu : Lucienne Friedler (5 ans) ainsi que les deux sœurs Claudine (5 ans) et Mina Halaunbrunner (8 ans).

## Composition du convoi
D'après des recherches menées dans les Archives du camp de Drancy, 21 nationalités sont représentées dans son convoi même si les Français (751 personnes) représentent deux tiers des déportés, ce qui est une spécificité du convoi, les Français représentant seulement 1/3 des 67 000 déportés Juifs de France. On trouve également de nombreux Polonais, des Turcs, des Russes et des Allemands pour les nationalités les plus représentées. Deux tiers de l'effectif sont âgés de 35 à 55 ans et 190 personnes ont entre 60 et 85 ans.
450 Juifs sont arrêtés à Paris en juin 1944 auxquels s'ajoutent 139 livrés par la prison de Cafarelli de Toulouse, 117 de la prison Montluc de Lyon et 93 de la région de Marseille. Après le 21 juin, 180 internés des camps parisiens sont envoyés à Drancy dont 115 seront déportés dans le convoi 76. Dans ce convoi se trouvent également des déportés d'abord arrêtés pour les actes de Résistance et dont la qualité de Juif fut reconnu par la suite.

### Le sort des déportés du convoi 76
Sur les 1 156 personnes composant le convoi, 398 hommes (matricule A.16537 à A.16934) et 223 femmes (matricules A.8508 à A.8730) sont déclarés« aptes » (expression des nazis) pour le travail forcé soit près de la moitié des femmes et 61 % des hommes lors de l'arrivée le 4 juillet 1944. Les hommes du convoi sont envoyés à Monowitz qui accueille l'usine IG Farben tandis que les femmes sont envoyées à Birkenau.
En 1945, on compte 109 femmes (47 %) et 95 hommes (22,8% ) survivants, soit 18,4 % de survivants, ce qui en fait le pourcentage le plus élevé de survivants de tous les convois de la déportation des Juifs de France.

#### Chronologie
- 30 juin 1944 : Départ de Drancy
- 4 juillet 1944 : Arrivée à Auschwitz. 398 hommes et 223 femmes sont déclarés« aptes » (expression des nazis) pour le travail forcé[2]
- 14 octobre 1944 : dix-neuf déportés masculins sont sélectionnés pour la chambre à gaz[17].
- octobre 1944[18] :
  - deux détenues sont transférées vers Ravensbrück puis à Leipzig.
- novembre 1944[18] :
  - trois détenues sont intégrées à la marche de la mort parti de Birkenau vers Flossenbürg puis Theresienstadt.
  - deux détenues sont envoyées dans un kommando de Buchenwald.
  - deux détenues sont envoyées dans un camp annexe de Gross-Rosen.
- janvier 1945[18] :
  - trois femmes font partie de la marche de la mort vers Ravensbrück puis Malchow.
  - neuf détenus font partie de la marche de la mort allant de Monowitz vers Gleiwitz (60 km) puis sont mis dans des trains direction Buchenwald.
  - 47 déportés hommes et 24 déportées femmes sont libérés par l'Armée rouge à Auschwitz[19].
- avril 1945 : vingt-deux hommes sont envoyés par train depuis Buchenwald vers Dachau. Le voyage dure 21 jours et sur les 3 500 déportés, seuls 200 sont encore en vie à l'arrivée (dont seulement 2 français)[18].